# Stefan Nimke

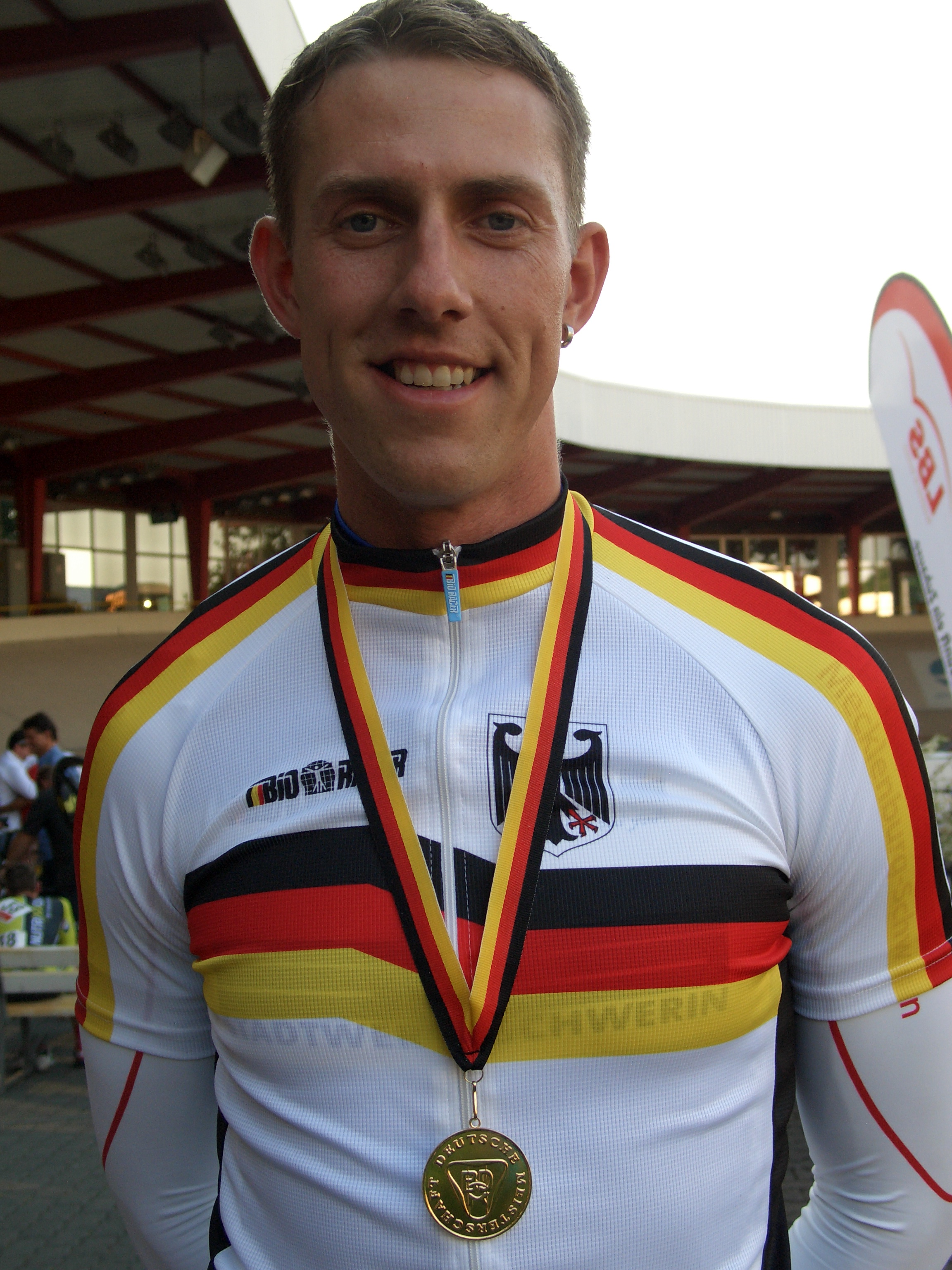
Stefan Nimke

Stefan Nimke, född 1 mars 1978 i Hagenow, Mecklenburg-Vorpommern, är en professionell tysk tävlingscyklist på bana. Han är flerfaldig olympisk- och världsmästare.
Stefan Nimke tog sin första medalj i världsmästerskapen 1997 i Perth när han vann 1000 meter tempolopp. Året därpå i Bordeaux vann han lagsprint tillsammans med Sören Yves Lausberg och Eyk Pokorny efter Frankrike och Australien. Under säsongen 1998 vann Nimke också 1000 meter tempolopp i världscuptävlingar i Cali och Victoria, Kanada.
Under världsmästerskapen 1999 i Berlin tog Stefan Nimke bronsmedalj i både lagsprint och 1000 meter tempolopp. Han vann också nationsmästerskapen i 1000 meter tempolopp.
Sin första medalj i de Olympiska spelen tog han i 1000 meter tempolopp under de Olympiska sommarspelen 2000 i Sydney efter britten Jason Queally, som överraskade många genom att vinna tävlingen. Under nationsmästerskapen 2000 vann Stefan Nimke 1000 meter tempolopp och slutade trea i lagsprint. 
Stefan Nimke, Carsten Bergemann och Matthias John vann de europeiska mästerskapen i lagförföljelse under 2001. Under junimånad avgjordes de tyska nationsmästerskapen i Chemnitz. Nimke vann tävlingen i sprint, och tog andra platsen i 1000 meter tempolopp och lagsprint.
Året därpå vann han tillsammans med Carsten Bergemann och Jens Fiedler lagsprint under nationsmästerskapen och strax därpå slutade han tvåa i 1000 meter tempolopp efter Sören Yves Lausberg.
1000 meter tempolopp i världsmästerskapen 2003 vann Stefan Nimke före Shane Kelly och Arnaud Tournant. Han vann samma gren i en världscuptävling i Moskva, och slutade tvåa i samma gren i Kapstaden. I den sydafrikanska staden slutade han tillsammans med Matthias John och Carsten Bergemann tvåa efter Storbritannien.
Han tog guld i lagsprint med Jens Fiedler och René Wolff under de Olympiska sommarspelen 2004. Under tävlingen tog han bronsmedaljen i 1000 meter tempolopp efter Chris Hoy och Arnaud Tournant. Tidigare under säsongen 2004 vann han tillsammans med Carsten Bergemann och Jens Fiedler lagsprint under de tyska nationsmästerskapen. Under mars åkte Nimke över till Aguascalientes, Mexiko, där han vann 1000 meter tempolopp och slutade trea i lagsprint efter Frankrike och Japan.
Under 2005 vann Stefan Nimke nationsmästerskapets tävlingar i keirin och sprint. Därpå åkte han till Los Angeles, USA, och tillsammans med Matthias John och Carsten Bergemann slutade han tvåa i lagsprint. I världscupstävlingen i Manchester slutade han trea i 1000 meter tempolopp och i det individuella förföljelseloppet. Han åkte åter tillbaka till Los Angeles för världsmästerskapen i slutet av mars och slutade med René Wolff och Matthias John trea efter Storbritannien och Nederländerna. I nationsmästerskapen tävlade Stefan Nimke tillsammans med Jan Van Eijden och Carsten Bergemann i lagsprint och de slutade tvåa i loppet. 
I november 2005 åkte Nimke över till Moskva, Ryssland och vann där sprint och lagsprint under världscupstävlingen.
Världsmästerskapen 2006 gick av stapel i Bordeaux, Frankrike och Stefan Nimke slutade trea i individuell sprint efter Theo Bos och Craig McLean.
Stefan Nimke vann keirin och lagsprint med Benjamin Wittmann och Carsten Bergemann i de tyska nationsmästerskapen. Han slutade tvåa i tävlingens sprinttävling. 
I mitten av december 2006 slutade Nimke tvåa efter Theo Bos i sprint under världscupen i Moskva.
Säsongen 2007 gick och Nimke tog inga segrar, men fick en bronsmedalj efter tredje platsen på världsmästerskapen i Palma de Mallorca tillsammans med lagsprintkompisarna Robert Förstemann och Maximilian Levy. De slutade efter det vinnande laget Frankrike och tvåorna Storbritannien.
I november 2007 slutade Robert Förstemann, Matthias John och Stefan Nimke tvåa på världscuptävlingen i Sydney efter Australien. Säsongen 2007 avslutades med en tredje plats i sprint i Peking, Kina. 
Till Peking återvände han under säsongen 2008 när de Olympiska sommarspelen 2008 startade i augusti. Tysken slutade tillsammans med Rene Enders och Maximillian Levy trea i lagsprint efter Storbritannien och Frankrike, som tog guld respektive silvermedaljen.

## Stall
- 1999 Greese